# Les veus del Pamano (minisèrie)
Les veus del Pamano és una minisèrie de televisió de 180 minuts en dos episodis dirigida per Lluís Maria Güell basada en la novel·la Les veus del Pamano de Jaume Cabré, en una coproducció de Televisió de Catalunya, Diagonal TV i Mallerich Films. Fou rodada a Llessui. Va ser emesa per TV3 el 16 i el 17 de novembre de 2009. El primer episodi va tenir una audiència mitjana de 742.000 espectadors, amb una quota del 22,9%.

## Sinopsi
L'acció esdevé a la vall d'Àssua, al Pallars Sobirà, hi ha un poble fictici anomenat Torena, als marges del riu Pamano, durant la postguerra espanyola (1943).
Oriol Fontelles és un mestre d'escola que arriba al poble de Torena amb Rosa, la seva esposa embarassada. Sembla que els espera una vida idíl·lica, però res més arribar topa amb en Targa, el dur i temut alcalde falangista del poble, qui desconfia d'ell. Un dels motius és que Oriol no va arribar a entrar en combat durant la guerra civil espanyola. L'altre són les visites a l'Elisenda Vilabrú, dona freda i calculadora propietària de bona part de les terres del poble, amb la que manté una relació clandestina sota el pretext d'haver-li encarregat un retrat. Els durs enfrontaments a la frontera entre els maquis i els falangistes del poble el posaran entre l'espasa i la paret quan en Targa l'intimidi per tal que en prengui partit.
Han passat cinquanta anys dels fets. A les ruïnes de l'antiga escola una mestra descobreix unes llibretes escrites per l'Oriol on explica la seva versió dels fets, totalment oposada a la considerada oficial.

## Repartiment
- Roger Coma - Oriol Fontelles
- Mar Ulldemolins - Rosa
- Francesc Orella - Targa
- Montse Germán - Elisenda Vilabrú
- Àlex Brendemühl - Tinent Marcó
- Rosa Renom - Tina
- Pau Poch - Ventureta

## Premis
Va guanyar el premi Magnòlia al Festival de Televisió de Xanghai de 2010, on fou emesa en la televisió local en versió original en català subtitulada en xinès. Fou nominada al Gaudí a la millor pel·lícula per a televisió.